# خط عرض 13° جنوب
خط عرض 13° جنوب هي إحدى دوائر العرض الجغرافية، وهي دوائر وهمية تحيط بالكرة الأرضية، وموازية لخط الاستواء، وتتميز هذه الدائرة بأن الأراضي الواقعة عليها تنتمي للمنطقة المدارية الحارة.

## حول العالم
خط عرض 13° جنوب يبدأ من خط الزوال الأولي ويتجه شرقا ويمر عبر:
| الإحداثيات                           | البلد أو الإقليم أو البحر   | ملاحظات |
| ------------------------------------ | --------------------------- | --- |
| 13°0′S 0°0′E / 13.000°S 0.000°E      | المحيط الأطلسي              | |
| 13°0′S 12°57′E / 13.000°S 12.950°E   | أنغولا                      | |
| 13°0′S 22°0′E / 13.000°S 22.000°E    | أنغولا / زامبيا border      | |
| 13°0′S 24°2′E / 13.000°S 24.033°E    | زامبيا                      | |
| 13°0′S 28°49′E / 13.000°S 28.817°E   | جمهورية الكونغو الديمقراطية | |
| 13°0′S 29°48′E / 13.000°S 29.800°E   | زامبيا                      | |
| 13°0′S 33°0′E / 13.000°S 33.000°E    | مالاوي                      | |
| 13°0′S 34°19′E / 13.000°S 34.317°E   | بحيرة ملاوي                 | |
| 13°0′S 34°46′E / 13.000°S 34.767°E   | موزمبيق                     | مرورا عبر Pemba Bay |
| 13°0′S 40°35′E / 13.000°S 40.583°E   | المحيط الهندي               | قناة موزمبيق |
| 13°0′S 45°8′E / 13.000°S 45.133°E    | فرنسا                       | أقاليم ما وراء البحار of مايوت |
| 13°0′S 45°9′E / 13.000°S 45.150°E    | المحيط الهندي               | Mozambique Channel |
| 13°0′S 48°54′E / 13.000°S 48.900°E   | مدغشقر                      | |
| 13°0′S 49°53′E / 13.000°S 49.883°E   | المحيط الهندي               | |
| 13°0′S 125°49′E / 13.000°S 125.817°E | بحر تيمور                   | |
| 13°0′S 130°8′E / 13.000°S 130.133°E  | أستراليا                    | إقليم شمالي (أستراليا) |
| 13°0′S 136°39′E / 13.000°S 136.650°E | خليج كاربنتاريا             | |
| 13°0′S 141°35′E / 13.000°S 141.583°E | أستراليا                    | شبه جزيرة كيب يورك، كوينزلاند |
| 13°0′S 143°31′E / 13.000°S 143.517°E | بحر المرجان                 | مرورا بشمال the Torres Islands, فانواتو |
| 13°0′S 167°47′E / 13.000°S 167.783°E | المحيط الهادئ               | Passing north of Wallis Island, واليس وفوتونا                                                                                                |
| 13°0′S 76°30′W / 13.000°S 76.500°W   | بيرو                        | |
| 13°0′S 68°58′W / 13.000°S 68.967°W   | بوليفيا                     | |
| 13°0′S 62°47′W / 13.000°S 62.783°W   | البرازيل                    | روندونيا - لحوالي 3 km |
| 13°0′S 62°46′W / 13.000°S 62.767°W   | بوليفيا                     | لحوالي 12 km |
| 13°0′S 62°39′W / 13.000°S 62.650°W   | البرازيل                    | Rondônia ماتو غروسو غوياس توكانتينس Goiás Tocantins Goiás باهيا - mainland, Itaparica Island و the mainland again (city of سالفادور (باهيا)) |
| 13°0′S 38°26′W / 13.000°S 38.433°W   | المحيط الأطلسي              | |